# Roman Wantuch
Roman Romanowycz Wantuch, ukr. Роман Романович Вантух (ur. 4 lipca 1998 we Lwowie) – ukraiński piłkarz, grający na pozycji obrońcy.

## Kariera piłkarska

### Kariera klubowa
Wychowanek FK Lwów, barwy którego bronił w juniorskich mistrzostwach Ukrainy (DJuFL). W 2014 został wypożyczony do SKK Demnia, gdzie występował w młodzieżowych mistrzostwach obwodu lwowskiego. Karierę piłkarską rozpoczął 15 listopada 2015 w drużynie młodzieżowej Dynama Kijów. 19 lutego 2019 został wypożyczony do Olimpiku Donieck. 24 grudnia 2019 został wypożyczony do FK Ołeksandrija.

### Kariera reprezentacyjna
Występował w juniorskiej i młodzieżowej reprezentacjach Ukrainy.

## Sukcesy i odznaczenia

### Sukcesy klubowe
Dynamo Kijów
- wicemistrz Ukrainy: 2017/2018
- finalista Pucharu Ukrainy: 2017/2018
- zdobywca Superpucharu Ukrainy: 2018/2019